# Deuter (zespół muzyczny)
Deuter – polski zespół punkrockowy, który w późniejszym czasie łączył ten gatunek z innymi elementami muzyki, tj. rap, funky, soul.

## Historia

### 1980–1983
Zespół utworzono pod koniec 1980 roku w Warszawie, choć faktyczna działalność rozpoczęła się w 1981 roku. Zespół założyli: wokalista Paweł „Kelner” Rozwadowski (ex-Fornit) i perkusista Kamil „Blitz” Stoor (ex-Kryzys). „Kelner” i „Blitz” podczas przeglądania encyklopedii zauważyli hasło „Deuter”. Stwierdzili, że nazwa ta pasuje do zespołu, do czasów w których żyli oraz jest podobna do biblijnej księgi „Deuterotonium”. W 1981 roku do zespołu dołączyli: basista Dariusz „Magik” Kotuszewski (ex-Atak) oraz gitarzysta Piotr „Czombe” Dubiel (ex-TZN Xenna). Na początku działalności Paweł „Kelner” Rozwadowski grał na gitarze (pierwszy instrument pożyczał od Tomasza Lipińskiego).
Zespół od początku swojej działalności związany był z warszawskim klubem „Hybrydy”, gdzie zagrał swoje pierwsze koncerty. Jesienią 1982 Deuter odbył trasę koncertową „Rock Galicja” po południowej części Polski (m.in Krosno, Rzeszów) wspólnie z zespołami: Dezerter, TZN Xenna, Bank, Mech. „Magika” i „Blitza” zastępowali wówczas: basista Tomasz „Żwirek” Żmijewski, perkusista Marek Bedzior oraz „Gruszka” na kongach, a „Kelnera” wokalnie wspierały wokalistki: Katarzyna Grzechnik i Magdalena Kalenik. Muzycy Deutera swoje koncerty wzbogacali w tym czasie krótkimi projekcjami filmowymi zrobionymi na taśmie 8 mm. Filmy tworzyli „Kelner” i Robert Brylewski, wykorzystując radziecką kamerę. Latem zagrali krótką trasę z zespołem Republika, a jesienią wystąpili w Sali Kongresowej m.in. u boku TZN Xenny. 
W 1983 zespół zawiesił działalność – „Kelner” z Robertem Brylewskim (wówczas ex-Brygada Kryzys) utworzyli grupę Izrael.

### 1984–1989
Deuter powrócił w 1984 roku w składzie: „Kelner”, „Czombe”, Franz Dreadhunter (gitara basowa), Mariusz „Gutek” Zagalski (perkusja), Henryk Wasążnik (saksofon) występując m.in. w „Hybrydach”. 
W 1985 „Kelner” z nowymi już muzykami m.in. wokalistką Beatą Pater, basistą Tomaszem „Kciukiem” Jaworskim, gitarzystą Piotrem Nalepą i perkusistą Piotrem „Falą” Falkowskim zaprezentował nowy repertuar punkrockowo-rapowo-funkowo-soulowy co udokumentował singel „Średniowiecze / Złe myśli”. 
W 1987 muzycy Deutera w składzie: „Kelner”, Pater, „Fala”, Tadeusz Kaczorowski (gitara basowa), Piotr „Samohut” Subotkiewicz (intr. klawiszowe) oraz z gościnnym udziałem Brylewskiego i „Czombe” nagrali w rzeszowskim studiu RSC płytę 1987, która ukazała się w 1988 roku. Płyta nie odniosła sukcesu – łagodne brzmienie na płycie kontrastowało z koncertami zespołu. Do debiutanckiego albumu trafił utwór „Nie ma ciszy w bloku”, który jest uznawany za pierwszy polski utwór rapowy.
Ostatni występ Deutera miał miejsce na festiwalu w Jarocinie w 1989 roku, gdzie muzyków wspomagał gitarzysta Robert Sadowski (ex-Madame).

### 1995
W 1995 wyszedł album Ojczyzna dumna 1981–1986 z utworami Deutera z lat 1981–1986. Kaseta zawierała nagrania z warszawskiego klubu „Remont” (z 1981 roku), z trasy koncertowej z Dezerterem i TZN Xenną (z 1982 roku), z koncertów w Hybrydach (z 1984 roku) i Łodzi (z 1986 roku).
W 1995 roku Deuter podjął próbę reaktywacji (w składzie z koncertu z Jarocina), lecz skończyła się ona niepowodzeniem.
W tym samym roku „Kelner” przy pomocy zespołu Dezerter nagrał płytę z najsłynniejszymi utworami Deutera i udał się z nim w trasę koncertową.

### 2001–2003
Do reaktywacji doszło w 2001 roku, kiedy to Deuter zagrał na Punkowej Orkiestrze Świątecznej Pomocy. Reaktywowany Deuter zagrał kilka koncertów w składzie: „Kelner”, „Magik” (tym razem na gitarze), basista Sławomir „Dżu Dżu” Wróblewski (ex-Izrael), perkusista Darek „Dyniol” Dynowski (ex-TZN Xenna) oraz Konstanty „Kostek” Plewicki na instrumentach klawiszowych.

### od 2010
Na początku 2010 zespół ponownie wznowił działalność w składzie: „Kelner”, Franz Dreadhunter, Dario Litwinczuk (gitara, wokal) i Piotr „Suleq” Susul (perkusja). 21 stycznia 2013 roku ukazał się album koncertowy 3 maja 1987 koncert/ rozruchy. Obecnie w zespole znajdują się: Paweł „Kelner” Rozwadowski (śpiew, gitara), Dariusz „Magik” Kotuszewski (gitara ), Marek „Many” Machnowski (gitara basowa) i „Radzian Berger” (perkusja).

### od 2019
Równolegle obok Deutera najnowszym i ostatnim projektem Pawła „Kelnera” Rozwadowskiego były Niecierpiące Zwłoki wraz z Krzysztofem Siwym Bentkowskim, z którym nagrał demo w 2019 roku. Jeden z utworów można znaleźć na YouTube (Niecierpiące Zwłoki – poranna toaleta mężczyzny w średnim wieku), a w roku 2020 projekt miał nagrać cały materiał na płytę do poezji Grzegorza Wróblewskiego. Śmierć Rozwadowskiego uniemożliwiła jednak dalszą prace nad płytą, pozostały tylko nagrania z demo 2019.

## Muzycy

### Aktualni członkowie
- Dariusz „Magik” Kotuszewski – gitara basowa (1981–1982, 2000–2002, od 2014 gitara)
- Tony Kinsky – gitara basowa
- Krzysztof „Siwy” Bentkowski – perkusja (od 2019)

### Byli członkowie
- Paweł „Kelner” Rozwadowski – wokal, gitara (1980–1983, 1984–1989, 2000–2003, 2010–2020)
- Piotr „Czombe” Dubiel – gitara (1980–1984)
- Kamil „Blitz” Stoor – perkusja (1980–1981)
- Tomasz „Żwirek” Żmijewski – gitara basowa (1982–1983)
- Marek Bedzior – perkusja (1982–1983)
- Michał Podoski – gitara basowa (1984)
- Mariusz „Gutek” Zagalski – perkusja (1984)
- Henryk Wasążnik – saksofon (1984)
- Beata Pater – wokal (1985–1988)
- Tomasz „Kciuk” Jaworski – gitara basowa (1985–1986)
- Piotr Nalepa – gitara (1985)
- Tadeusz Kaczorowski – gitara basowa (1986–1989)
- Piotr „Fala” Falkowski – perkusja (1985–1989)
- Piotr „Samohut” Subotkiewicz – keyboard (1987–1989)
- Robert Sadowski – gitara (1989)
- Sławomir „Dżu Dżu” Wróblewski – gitara basowa (2000–2003)
- Darek „Dynia” Dynowski – perkusja (2000–2003)
- Konstanty Plewicki – keyboard (2000–2003)
- Małgorzata „Tekla” Tekiel – bas (2011–2014)
- Robert „Mały” Kasprzyk – perkusja (2012–2014)
- Maciej „Kuzyn” Dłużniewski – gitara (2012–2015)
- Marek „Many” Machnowski (gitara basowa)
- Radzian Berger (perkusja)

### Współpracownicy
- Magdalena Kalenik – wokal (1982)
- Katarzyna Grzechnik – wokal (1982)
- Aleksander Korecki – saksofon
- Milo Kurtis – instrumenty perkusyjne

## Dyskografia

### Albumy
- 1987 (LP, Polskie Nagrania, 1988)
- Ojczyzna dumna 1981–1986 (CD, Intersonus, 1995)
- Śmieci i diamenty (DG CD, Fonografika, 2011)
- Ojczyzna Blizna (DG CD, Noise Annoys, 2011)
- 3 maja 1987 koncert/ rozruchy (CD Klub Płytowy Razem, 2013)

### Single
- „Średniowiecze” (SP, Tonpress, 1985)

### Bootlegi
- Rock Galicja (MC, 1982)
- Róbrege 1984 (MC, 1984) (znane też pod tytułem Live '84)

### Inne
- Deuter (CD, Polton, 1995) – płyta Dezertera przypominająca najważniejsze utwory Deutera nagrana z „Kelnerem” jako wokalistą.